# سینیک (آریزونا)
سینیک (به انگلیسی: Scenic) یک منطقهٔ مسکونی در ایالات متحده آمریکا است که در شهرستان موهاوی، آریزونا واقع شده‌است. سینیک ۴۲٫۷۵ کیلومتر مربع مساحت و ۲۵٬۵۰۵ نفر جمعیت دارد و ۵۴۶ متر بالاتر از سطح دریا واقع شده‌است.